# Оэйраш-и-Сан-Жулиан-да-Барра
Оэ́йраш-и-Сан-Жулиа́н-да-Ба́рра (порт. Oeiras e São Julião da Barra)  —  район (фрегезия) в Португалии,  входит в округ Лиссабон. Является составной частью муниципалитета  Оэйраш. Находится в составе крупной городской агломерации Большой Лиссабон. По старому административному делению входил в провинцию Эштремадура. Входит в экономико-статистический  субрегион Большой Лиссабон, который входит в Лиссабонский регион. Население составляет 33 827 человек на 2011 год. Занимает площадь 6,63 км².
Покровителем района считается Дева Мария (порт. Nossa Senhora da Luz).